# Andreas Folkiern
Andreas Folkiern, född 13 februari 1685 i Folkärna församling, Kopparbergs län, död 11 juni 1740 i Kuddby församling, Östergötlands län, var en svensk präst.

## Biografi
Andreas Folkiern föddes 1685 i Folkärna församling. Han blev 1691 student vid Uppsala universitet och var från 1715 regementspastor vid Adelsfanan. Folkiern blev 1734 kyrkoherde i Kuddby församling. Han var repondens vid prästmötet 1739. Folkiern avled 1740 i Kuddby församling och begravdes i Kuddby kyrkas kor.

### Familj
Folkiern var gift med Anna Wallerius. Hon var dotter till amiralitetssuperintendenten Nils Wallerius och Elisabeth Rehn i Karlskrona. De fick tillsammans sonen Johannes Folkiern (född 1736).